# Schloss Schochwitz

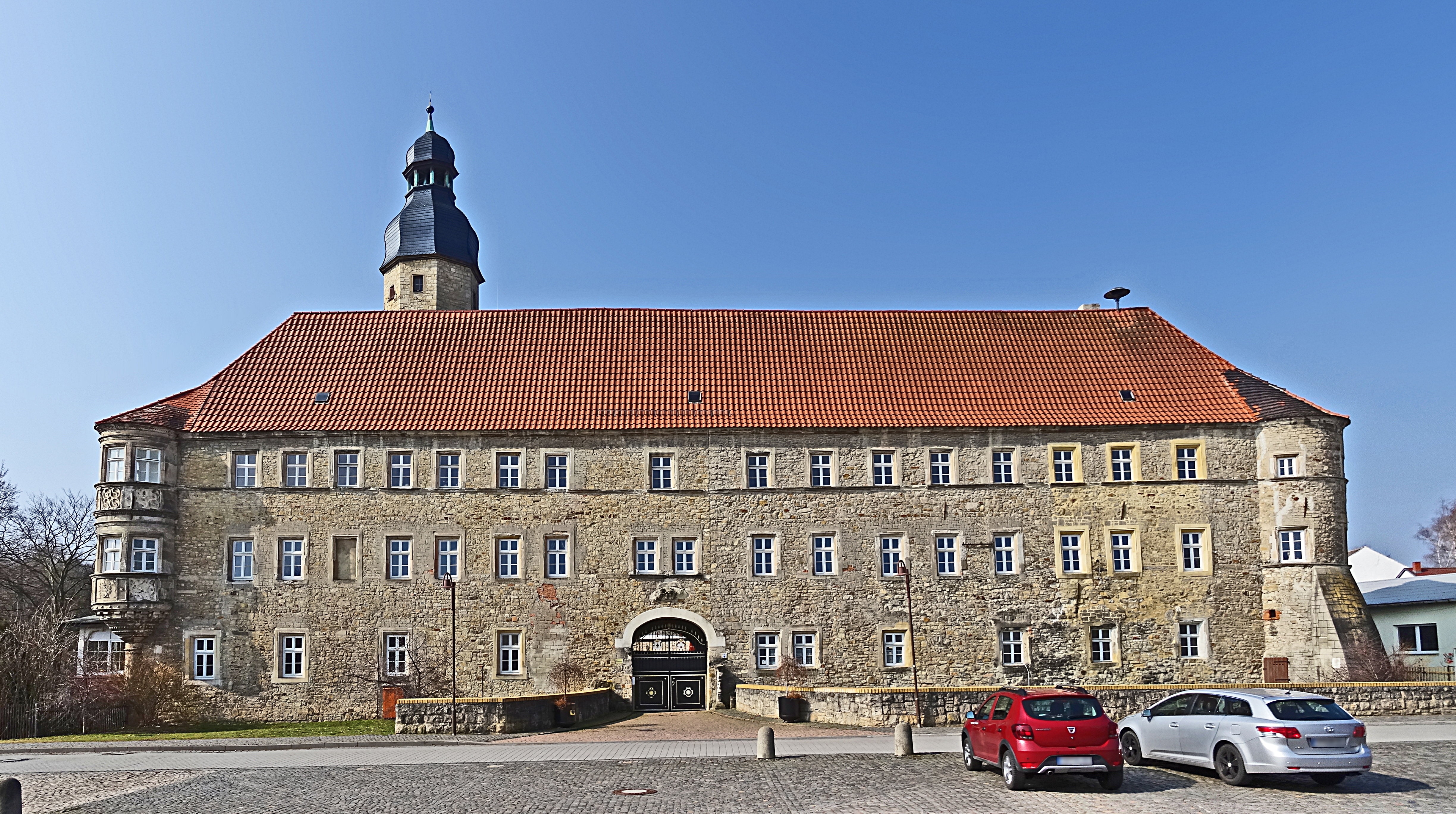
Schloss Schochwitz

Schloss Schochwitz ist eine Schlossanlage im Ortsteil Schochwitz der Gemeinde Salzatal im Saalekreis in Sachsen-Anhalt.

## Geschichte
Die baulichen Ursprünge des Schlosses liegen in einer mittelalterlichen Burganlage aus dem 12. Jahrhundert. Vor der Tordurchfahrt führte früher eine Zugbrücke über den später zugeschütteten Schlossgraben.

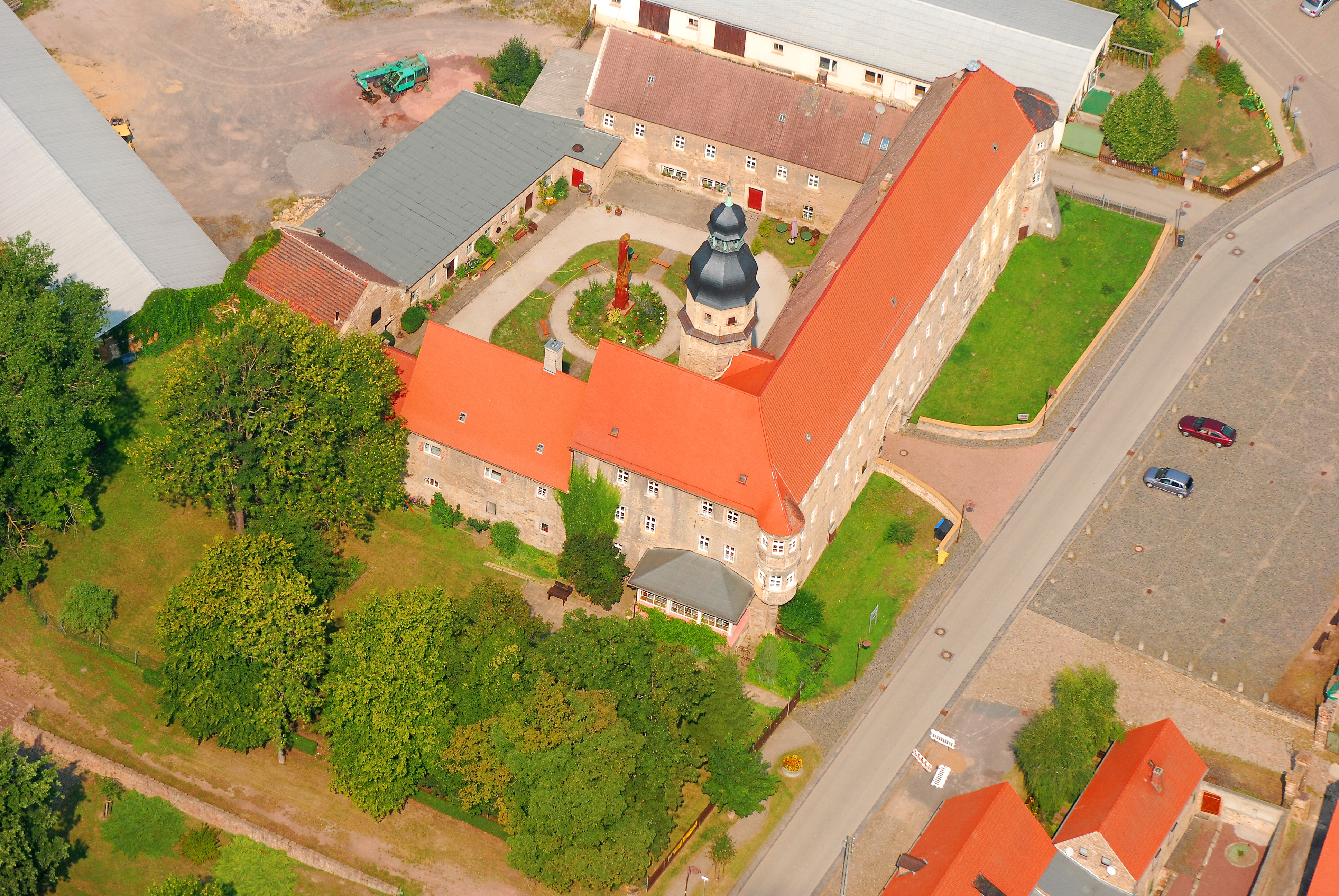
Luftbild des Schlosses

Ab 1573 befand sich das Schloss im Besitz der Adelsfamilie von der Schulenburg. Levin von der Schulenburg (1528–1587), Dompropst in Havelberg, ließ die heutige Schlossanlage unter Einbeziehung der älteren Burganlage errichten. Am runden Erker sind sein Wappen und das seiner Ehefrau Fredeke von Alvensleben (1552–1622) aus Kalbe, Tochter des Joachim I. von Alvensleben, angebracht. Im Innenhof, der von drei Seiten umbaut ist, ragt in der Ecke ein achteckiger hoher Treppenturm mit Welscher Haube und Renaissance-Portal auf. Der Sohn des Bauherrn, Levin von der Schulenburg, erlaubte als überzeugter Protestant 1604 eine vielbeachtete öffentliche Disputation zwischen dem Lutheraner Albertus Grauerus, Rektor in Eisleben, und dem reformierten Superintendenten Wolfgang Amling aus Zerbst auf dem Schloss. Unten im Schloss, das man durch den Treppenturm betritt, liegt eine gewölbte Halle, früher mit den Ahnenbildern der Familie dekoriert, aus der es in den Garten geht. Darüber liegt eine lange Flucht mit niedrigen Wohnzimmern, zum Großteil mit Rokoko-Stuckdecken und altem Parkett.
1783 wurden Schloss und Rittergut Schochwitz mit den Gutsorten Krimpe und Wils an den Landrat Gebhard XXVIII. von Alvensleben (1734–1801) auf Schloss Eichenbarleben veräußert. Er vererbte es seinem jüngsten Sohn Johann Friedrich Karl II. von Alvensleben (1778–1831), der in den Befreiungskriegen erfolgreich an wichtigen Schlachten teilnahm und 1829 zum preußischen Generalleutnant befördert wurde. Seine Nachfahren wurden ebenfalls Militärs, der Sohn war der preußische Generalleutnant Hermann von Alvensleben (1809–1887) und dessen Sohn der preußische Generalmajor Ludolf von Alvensleben (1844–1912). Auch Hermanns Vetter Constantin von Alvensleben, der Sieger der Schlacht bei Mars-la-Tour 1870, hielt sich gerne in Schochwitz auf und ließ die Kapelle in Krimpe restaurieren. In der Zeit des Nationalsozialismus gehörte das Gut Ludolfs Sohn, dem SS-Gruppenführer und Reichstagsabgeordneten Ludolf-Hermann von Alvensleben. Es wurde von Carl Wentzel bewirtschaftet, der nach dem Attentat vom 20. Juli 1944 verhaftet und hingerichtet wurde, vermutlich denunziert von dem überschuldeten SS-General Alvensleben. Das Schloss blieb in dessen Besitz bis zur Enteignung 1945 in der Sowjetischen Besatzungszone; er floh 1946 nach Argentinien.
In der DDR-Zeit war das Gebäude zeitweise Sitz der Gemeindeverwaltung. Es wurde nach 1990 umfassend restauriert und befindet sich in Privatbesitz. Der Brite James Richard Welsh erwarb es 2006 bei einer Auktion und richtete mit seiner Frau Ingrid Straub-Zerfowski ein Therapie-Hotel ein, das Healing Castle, das alternative Therapieformen anbot, wie Heilung auf einem „Crystalbett auf einer sehr kraftvollen Energielinie“. Der selbsternannte „Lord Jim“ bot es 2017 zum Verkauf an, samt seinem vermeintlichen Titel. 2019 vermietete er es für Hochzeiten und andere Events.

## Architektur
Beim Bau von 1601 bis 1606 wurde das Schloss mit Verteidigungsanlagen versehen; es waren Wälle, ein Graben und eine Zugbrücke vorhanden. Die Ecktürme wurden bastionsartig ausgeführt. Die Wälle wurden später beseitigt und die Zugbrücke wurde durch eine Steinbrücke ersetzt. Später wurde auch der Schlossgraben verfüllt.
Der Schlossgarten wurde nach 1730 mit quadratischen Wasserbassins und Terrassen geometrisch angelegt. Lediglich einzelne Sandsteintreppen, Statuen, Alleen und Heckenquartiere sowie eine Wassermühle sind erhalten.